# Nicky Larson (série télévisée d'animation)
Pour le manga éponyme, voir City Hunter.
Pour le personnage de Nicky Larson, voir Ryô Saeba.
Autre
Nicky Larson (シティーハンター CITY HUNTER, Shitī Hantā - City Hunter) est l'adaptation, en anime, du manga japonais City Hunter de Tsukasa Hōjō, publié dans le Weekly Shōnen Jump à partir de 1985, en 140 épisodes (subdivisés en quatre saisons de 51, 63, 13 et 13 épisodes) de 25 minutes (version française : 20-22 minutes), créée en 1987 par le studio d'animation japonais Sunrise.
Dans son intégralité, la série a été diffusée au Japon entre le 6 avril 1987 et le 10 octobre 1991. En France, elle a été diffusée du 29 octobre 1990 au 10 avril 1995 dans l'émission du Club Dorothée sur la chaîne de télévision TF1. Elle a ensuite été diffusée entre 2005 et 2008 sur les chaînes MCM, NT1, et Game One, puis sur la chaîne Mangas. De juin 2019 a 2023, la série était disponible sur la plateforme de streaming TF1+
La série est devenue culte, en particulier pour sa version française, dont les scènes et dialogues ont à l'époque été modifiés pour s'adapter aux plus jeunes téléspectateurs, mais qui est toujours sujette aux débats.
Au début des années 2000, l’univers de City Hunter est décliné dans le manga Angel Heart lui aussi adapté en anime, qui n’est pas une suite mais une histoire parallèle.

## Synopsis

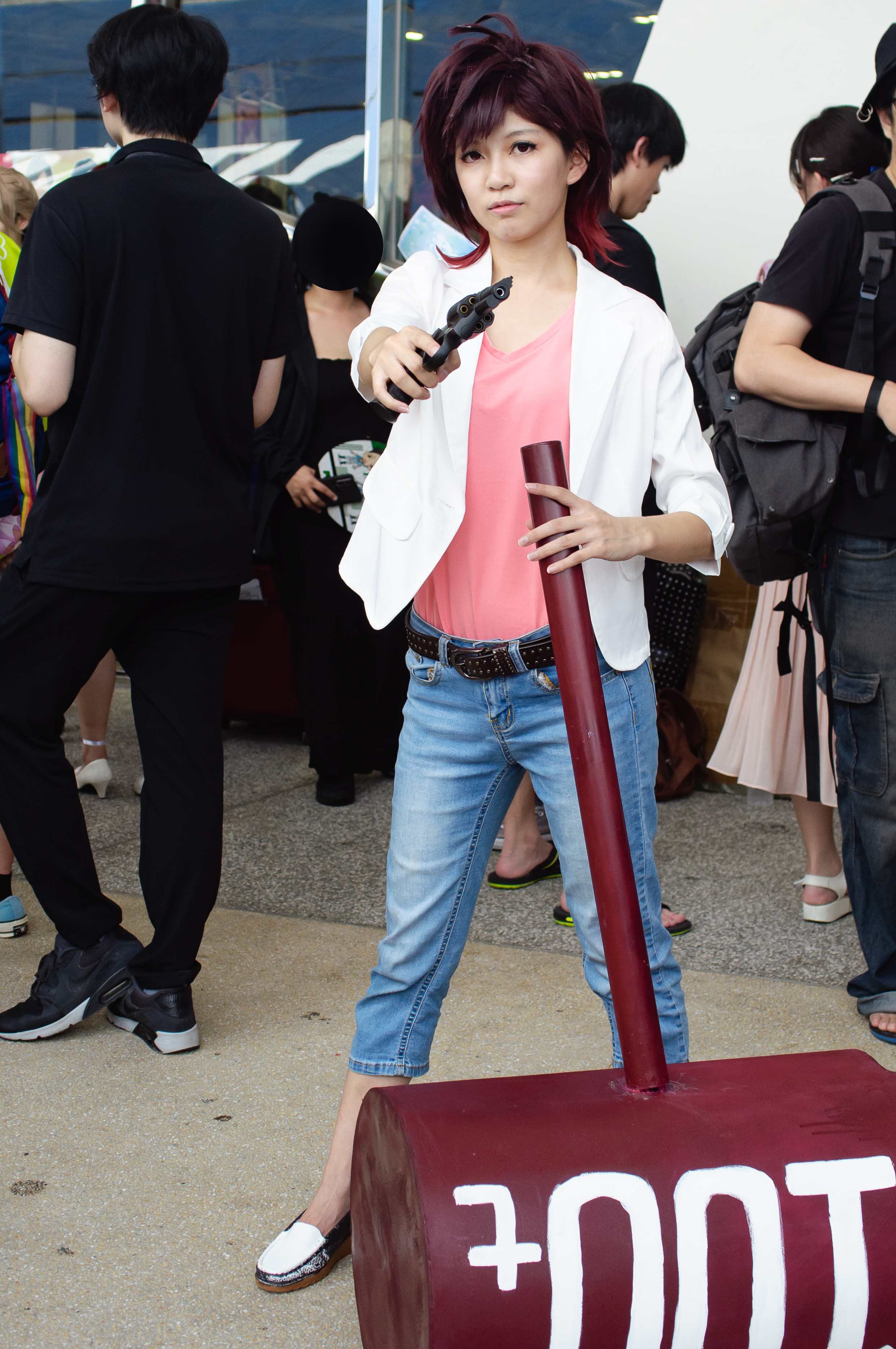
Cosplay de Laura Marconi (Kaori Makimura).

Tony Marconi (de son vrai nom Hideyuki Makimura), un ancien policier devenu détective privé, est associé à l'un de ses amis qui est également détective privé et garde du corps hors normes, Nicky Larson (Ryô Saeba), et continue en parallèle certaines de ses enquêtes. Un jour Nicky fait la rencontre d'une jeune femme qui n'est autre que la sœur de Tony, Laura Marconi (Kaori Makimura) ; ce moment devient le point de départ de leur relation. Le jour où Laura fête son vingtième anniversaire et prépare un dîner chez son frère, Tony avoue à Nicky que Laura n'est pas sa vraie sœur, mais une enfant recueillie par son père et dont le vrai père est mort à la suite d'une course poursuite entre lui et le père de Tony, lui aussi policier. Avant de mourir, le père de Laura donna au père de Tony une bague provenant de la mère de Laura, le sommant de la lui remettre. Par culpabilité, le père de Tony promit d'élever Laura comme sa fille, prévoyant pour le jour de son vingtième anniversaire de lui révéler ses origines et de lui donner la bague de sa mère. Cependant, il meurt à peine dix ans plus tard.
Tony compte bien respecter la volonté de son père et tout révéler à Laura à l'occasion de ce dîner, mais ce soir-là il se rend dans un cabaret mal famé pour un nouveau travail, et se fait tuer par un membre d'une organisation criminelle, le Pégase Rouge, du fait de son refus de travailler pour eux. Il parvient à s'enfuir et marche avec difficulté jusqu'à l'immeuble où vit Nicky ; il lui confie la bague et lui demande de tout dire à Laura avant de mourir dans ses bras. Afin de le venger, Nicky décime l'organisation du Pégase Rouge responsable de la mort de Tony, puis annonce à Laura la mort de son frère, mais sans rien lui dire de plus pour éviter de la rendre encore plus malheureuse. Elle décide alors de devenir l'assistante de Nicky à la place de son frère. Ils finiront par tomber amoureux l'un de l'autre, sans jamais vraiment se l'avouer ouvertement, bien qu'il existe de nombreuses scènes très intimes entre eux (la plus marquante étant celle à la fin de l'épisode 101, Chantage atomique, 2e partie).
Les aventures de Nicky et Laura sont suivies au rythme moyen d'une enquête par épisode. Les personnes qui souhaitent faire appel à leurs services marquent « XYZ » (pour eXamen Your Zip = vérifiez vos braguettes) à la craie sur un tableau public. Nicky, obsédé sexuel, accepte généralement les requêtes de jolies clientes, ce qui rend habituellement Laura folle de jalousie à tel point qu'elle sort de manière récurrente une massue pour l'assommer. Nicky est aidé dans certaines de ses enquêtes par Mammouth (Umibôzu), un ancien adversaire du nom de « Falcon » lors de leur passé commun de guérilleros, spécialiste des pièges et de la grosse artillerie. Il sera renommé « Mammouth », un surnom que lui a attribué Nicky. Malgré son physique imposant — très grand et très large — qui lui interdit la discrétion, Mammouth est atteint d'ailurophobie, justifiant dans plusieurs épisodes son évitement des chats par une allergie. Leur relation basée sur la rivalité-amitié va faire de Mammouth un personnage très important dans la série car il est le seul à connaître le passé que Nicky s'efforce de dissimuler, mais aussi le seul capable de l'affronter efficacement dans un combat armé. Ils s'affrontent à plusieurs reprises jusqu'à la fin où Mammouth commence à perdre la vue à cause d'une vieille blessure, avant de quitter la série.
Du côté des personnages secondaires, Hélène Lamberti (Saeko Nogami), officier de police influente et femme de charme, sert régulièrement de contact entre Nicky et les services de police. Elle est une ancienne amie de Tony Marconi et demande très souvent à Nicky de lui rendre service d'un point de vue professionnel en échange d'un paiement « en nature », qu'elle ne lui donne jamais. L'intrigue de l'anime est souvent basée sur le fait que le passé des protagonistes les rattrape, dévoilant ainsi de plus en plus d'éléments sur leurs histoires. Aussi, Nicky s'associa, dans un contexte différent, avec un certain Kenny qui fut son mentor et ami, mais qu'il dut assassiner lors d'un duel (tel qu'il est révélé dans l'épisode 135, Une vieille haine).
Nicky se sert habituellement d'un Colt Python noir avec une crosse en bois de calibre 357 Magnum. Redouté par la pègre, Nicky est connu comme un tireur d'élite d'exception. Par exemple, il parvient à loger deux balles — tirées à une fraction de seconde d'intervalle — exactement dans le même cercle d'impact sur une vitre de protection en plexiglas renforcé, de telle sorte que la première perce la paroi puis que la seconde la traverse sans être freinée pour désactiver un mécanisme d'alarme avant que la première retombe du fait de la perte de vélocité liée à l'impact initial.
Malgré le flou qui entoure le passé de Nicky, l'épisode 113 (Un grand amour – 2e partie) révèle qu'il a été élevé par une troupe de guerriers (dont le nom n'est pas cité mais on sait que cela se situe en Amérique latine) après avoir été le seul survivant d'un crash d'avion lors d'un voyage qu'il effectuait tout petit avec ses parents (d'où sa maîtrise des armes et de l'art du combat). C'est pour cette raison que Nicky ne connait pas sa date d'anniversaire et donc son âge exact (sujet développé à plusieurs reprises dans la série, avant que Laura ne décide de lui attribuer l'âge de 30 ans et décrète qu'il est né le jour de leur rencontre, soit un 26 mars). Il quitta ensuite le pays dans lequel il avait été recueilli pour se rendre aux États-Unis où il s'associa avec une partenaire.

## Production

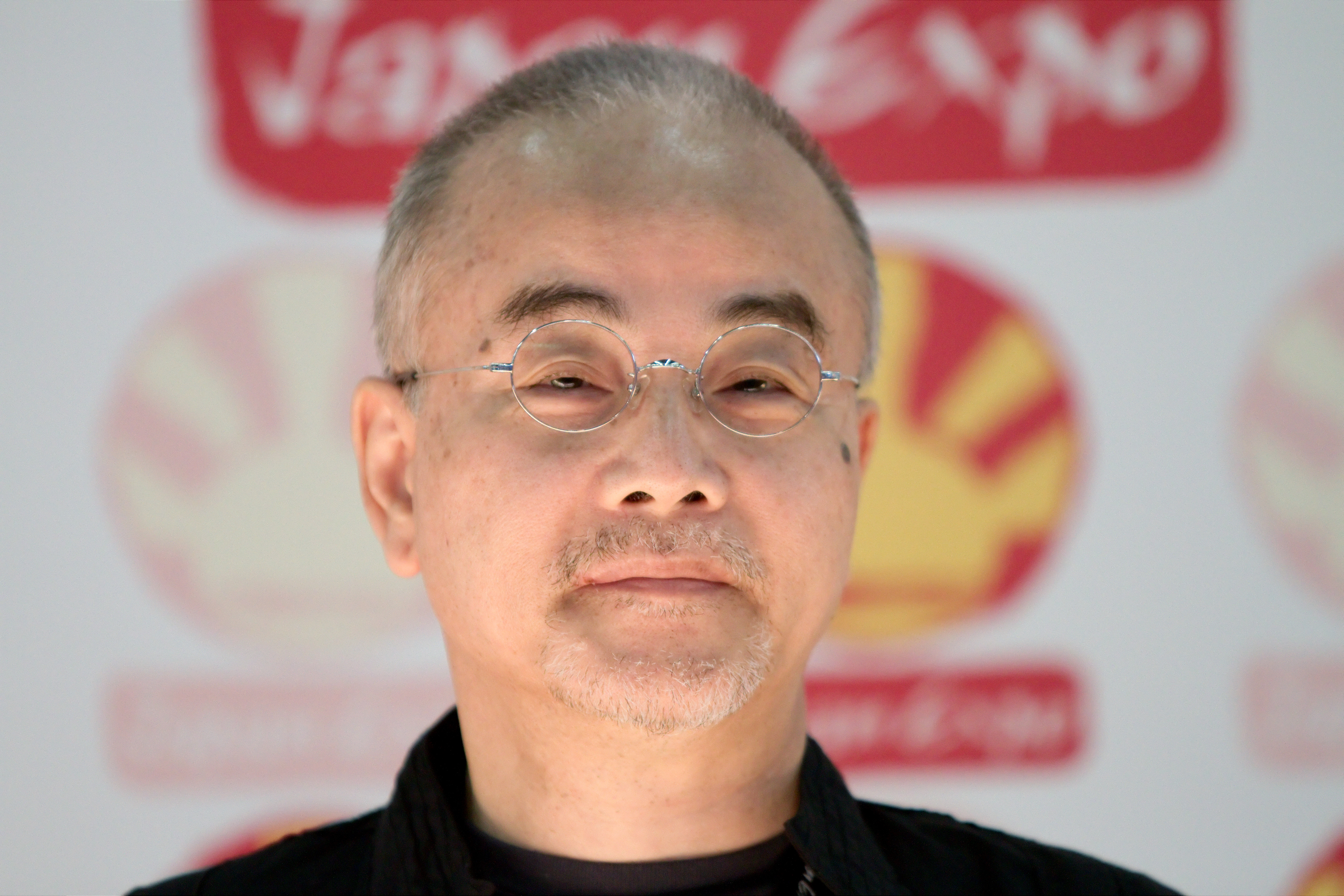
Kenji Kodama, réalisateur de l'anime.

La production originelle de l'anime débute en 1987 au Japon, avec Yomiuri TV et Sunrise impliqués dans le projet d'adaptation. Sunrise, qui se concentrait principalement sur la franchise Gundam et sur la science-fiction, change de nom ; jusqu'à l'épisode 14 de City Hunter, la branche sera créditée Japan Sunrise.
La plupart des principaux membres du casting japonais étaient issus de l'équipe de l'anime Lupin III, comme notamment les réalisateurs Kenji Kodama et Yosuke Minatono, la character designer Sachiko Kamimura et le directeur d'animation Takeo Kitahara. C'est Sachiko Kamimura, qui avait été officieusement choisie pour le casting, qui présentera son époux, Kenji Kodama, à l'équipe de Sunrise, et deviendra par la suite réalisateur de l'anime City Hunter. Le troisième épisode, intitulé Le Dernier combat, était à l'origine un épisode pilote avant que Kodama n'entre en scène.
Le générique de fin est chanté par le groupe TM Network, et la bande sonore de l'anime a été commandée par Epic/Sony (à l'époque), une société qui n'est pas souvent associée aux séries d'animation. Ces bandes son avaient atteint le top 10 de l'Oricon, une première dans l'histoire de l'anime.
En septembre 2005, l'anime atteint la 66e place du TV Asahi Top 100 Anime, dans lequel les téléspectateurs japonais votent pour leurs séries préférées. Sur le même sondage, effectué sur Internet cependant, il gagne une place, finissant à la 65e position. L'année suivante, à la fin 2006, il grimpe à la 35e place du classement.
Une version remastérisée HD est produite en 2017 pour célébrer le 30e anniversaire de l'adaptation de l'anime. Celle-ci est diffusée pour la première fois au Japon sur Animax en décembre de la même année,, puis sur Sun TV en avril 2018.

### Différences avec le manga
L'adaptation du manga, sous le nom originel de City Hunter, respecte le caractère des personnages principaux, mais prend un certain nombre de libertés par rapport au manga d'origine. Ainsi, le premier épisode est issu du 3e chapitre, Le Démon à la BMW, alors qu'il faut attendre le troisième épisode pour retrouver le chapitre pilote du manga. D'une manière générale, l'anime ne suit pas forcément l'ordre des événements du manga. En outre, certainement par souci de ne pas montrer des images trop rudes ou trop crues dans une série télévisée, certains éléments ont été modifiés. Ainsi, par exemple, la mort de Hideyuki (Tony) est directement liée à un gang de Yakuzas et perpétrée par un tueur professionnel, tandis que le scénario d'origine met en scène un homme drogué à l'angel dust par le cartel de la drogue Union Teope. L'« Union Teope » est d'ailleurs rebaptisée « Le Pégase rouge » dans l'anime et a un rôle moins important que dans le manga. Le personnage de Shin Kaibara, chef de l'Union Teope et père adoptif de Ryo (Nicky), a aussi été supprimé dans la série alors qu'il est le principal antagoniste du manga.
Par ailleurs, l'entrejambe de Ryô (Nicky) ne sera quasiment jamais montrée dans son mode mokkori (c’est-à-dire manifestant une érection), bien que le héros prononce très régulièrement ce terme dans la version originale, et malgré le fait que l'humour du manga est souvent basé sur cet aspect du personnage,. L'épisode 22, Une mariée tombée du ciel, en est un exemple flagrant : alors que l'antidote administré à Ryô par Kazue Natori le rend impuissant dans le manga, son action dans l'anime est de l'efféminer.
Des personnages récurrents sont également absents dans la version télévisée, comme le Professeur ou Mick Angel, ou ne font qu'une seule apparition, comme c'est le cas de Kazue Natori. Enfin, à l'instar de la plupart des adaptations d'anime, City Hunter / Nicky Larson comporte de nombreux épisodes inédits, non issus du manga.
Dans le passage du papier à la télévision, la série ainsi créée a été dotée d'une bande originale en anglais et japonais, très typique des années 1980. Des morceaux musicaux récurrents dans la série (comme Want Your Love ou Footsteps) accompagnent les moments clés des intrigues de chaque épisode. Des titres plus inédits (comme Forever in My Heart) accompagnent ponctuellement les passages émouvants de l'intrigue générale et de la vie du héros, qui se dessinent au fil de la série.

### Version française
Lors d'une interview pour Ultra Manga (MCM) de 2009, Maurice Sarfati, directeur artistique et comédien de doublage, admet que son équipe, après avoir su que son travail allait se porter sur un anime destiné aux adultes, devait « adoucir » les dialogues afin que l'anime puisse être regardé par un jeune public. « La culture japonaise est une culture extrêmement complexe, difficile, qui peut être très crue voire sadique », expliquait-il. De ce fait, la version française propose des dialogues davantage édulcorés par rapport à la version originale, ainsi que l'occidentalisation du nom des personnages. Toutes ces modifications continuent toujours de diviser le public. Le doublage a été effectué aux studios SOFI à l'époque pour le groupe AB.
Ici, Nicky Larson (de son vrai nom Ryô Saeba) n'invite pas les jeunes filles qu'il croise dans des hôtels de passe, mais dans des « restaurants végétariens ». Les antagonistes de la série, dont la grande partie est incarnée par Maurice Sarfati, souvent affublés de prénoms désuets (par ex. « Maurice, Roger, Gérard », etc.) ou de surnoms saugrenus (« mon p'tit Momo », etc.), ne cherchent pas à le tuer mais à lui « faire bobo », et n'utilisent pas des balles, mais des « boulettes »,. Cette adaptation des voix et du vocabulaire donne une tonalité humoristique particulière à la série, : leurs voix et leur intonation stéréotypée et nasillarde mettent l'accent sur leur bêtise flagrante et la peur qu'ils ont de Nicky Larson, sans parler du fait qu'ils avouent souvent eux-mêmes être « très méchants » au cours de banales conversations. L'effet comique engendré (à rapprocher de celui généré par l'adaptation de Hokuto no Ken) a largement contribué à la nature culte de la version française de Nicky Larson.
Les scènes violentes où sont exposés sang et nudité ont été censurées ou purement supprimées. Les nombreux gags où Kaori (Laura) passe pour un homme ou un travesti sont complètement occultés. À l'inverse, la version originale reste assez crue, et même sans les images de « mokkori » (モッコリ), Ryô apparaît bien comme l'obsédé sexuel présenté dans le manga. Cette censure rend parfois bancales certaines scènes dont la traduction ou l'explication en français sont peu crédibles. Un public adulte et plus attentif pourrait d'ailleurs facilement relever des exemples de traductions approximatives, justifiées par cette censure. Un exemple particulièrement flagrant dans l'épisode 115 (La Belle écologiste), où Nicky se rue sur une jeune femme, lui monte dessus et sort un mètre pour mesurer son tour de poitrine ; dans la version française, Nick se rue sur elle, mais est aussitôt éjecté sans raison sur le comptoir devant le concierge auquel il demande simplement : « Elles sont comment vos chambres ? », alors que, dans la version originale, il est toujours fixé sur la taille de poitrine.
Dans l'hexagone, la série a été diffusée du 21 octobre 1990 au 10 avril 1995 dans l'émission du Club Dorothée sur la chaîne de télévision TF1. Elle a ensuite été diffusée entre 2005 et 2008 sur les chaînes MCM, NT1, et Game One, puis sur la chaîne Mangas du groupe AB. Durant l'hiver 2007-2008 et pour la première fois en France, les deux dernières saisons ont été diffusées au format original (version japonaise sous-titrée et non-censurée) sur la chaîne Nolife. Depuis juin 2019, la série est disponible sur la plateforme MYTF1.

## Fiche technique

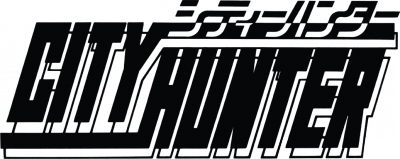
Logo japonais de l'anime.

- Réalisation : Kenji Kodama (saisons 1-3) et Kiyoshi Egami (saison 4)
- Character design : Sachiko Kamimura
- Créateur original : Tsukasa Hōjō
- Musique : Ryouichi Kuniyoshi, Tatsumi Yano
- Studio d'animation : Sunrise[25]
- Licencié par :
  -  Japon : Animax
  - Pays francophones : AB Distribution[25], Beez[25], Dybex[26] et Kazé[27]
- Nombre d'épisodes :
  - / : 140 + 2 OAV, 1 film et 3 téléfilms
- Durée : 22 minutes
- Date de première diffusion :
  -  Japon : 6 avril 1987 sur Yomiuri TV[25]
  -  France : 21 octobre 1990 sur TF1[5]
- Version française réalisée par :
  - Société de doublage : SOFI[5]
  - Direction artistique : Maurice Sarfati [5]
  - Adaptation des dialogues : Gérard Salva [5]

## Films dérivés et adaptations

### OAV
- City Hunter : Bay City Wars (シティーハンター ベイシティウォーズ, City Hunter OVA 1?) : OAV sortie en DVD en 1990 au Japon et le 28 septembre 2005 en France.
- City Hunter : Complot pour un million de dollars (シティーハンター 百万ドルの陰謀, City Hunter - Hyakuman doru no imbô?) : OAV sortie en DVD en 1990 au Japon et le 28 septembre 2005 en France.

### Téléfilms
- 1995 : City Hunter : Services Secrets (シティーハンタースペシャル ザ・シークレット・サービス, City Hunter – The Secret Service?) : téléfilm sorti en 1995 au Japon et en direct-to-DVD le 4 mai 2000 en France.
- 1997 : City Hunter : Goodbye My Sweetheart (シティーハンタースペシャル　グッドバイ・マイ・スイート・ハート, City Hunter – Goodbye My Sweetheart?) : téléfilm sorti en 1997 au Japon et en direct-to-DVD le 14 septembre 2005 en France.
- 1999 : City Hunter : La Mort de City Hunter (シティーハンタースペシャル 緊急生中継!?凶悪犯冴羽リョウの最期, City Hunter – Kinkyû chûkei!? Kyôaku han Saeba Ryô no saigo?) : téléfilm sorti en 1999 au Japon et en direct-to-DVD le 14 mars 2005 en France.

### Films
- 1989 : City Hunter : Amour, Destin et un Magnum 357 (シティーハンター 愛と宿命のマグナム, City Hunter – Ai to Shukumei no Magnum?) est un film d'animation sorti au cinéma en 1989 au Japon, en directement en DVD le 28 septembre 2005 en France.
- 2019 : Nicky Larson Private Eyes, film d'animation sorti au cinéma le 8 février 2019 au Japon et le 13 juin 2019 en France.
- 2024 : Nicky Larson: Angel Dust, film d'animation sorti au cinéma le 8 septembre 2023 au Japon et le 24 janvier 2024 en France.

### Adaptations
En 1993 sort Niki Larson, un film d'action, comédie et romance de Wong Jing, avec Jackie Chan, Richard Norton, et Joey Wang, adapté de l'anime Nicky Larson.
Un fan film basé sur le premier tome du manga, intitulé City Hunter XYZ, commence son tournage en 2015. Le film a été en grande partie tourné dans le quartier de Shinjuku, à Tokyo. Réalisé par Filip Wong, le fan film est projetté le 30 octobre 2019 dans une salle parisienne. Il est ensuite sorti le 27 avril 2020 sur Internet.
En 2019 sort Nicky Larson et le Parfum de Cupidon, comédie policière française coécrite et réalisée par Philippe Lacheau, qui, comme pour les films susmentionnés, est une adaptation de l'anime,.

### Chronologie
| Année     | Titre original | Titre français                                   | Type            | Nombre d'épisodes | Société de distribution (DVD / Blu-ray) |
| --------- | --- | ------------------------------------------------ | --------------- | ----------------- | --------------------------------------- |
| 1987-1988 | City Hunter (シティーハンター)                                                                                              | Nicky Larson                                     | Série télévisée | 51                | Beez puis Kazé                          |
| 1988-1989 | City Hunter 2 (シティーハンター２)                                                                                          | Nicky Larson                                     | Série télévisée | 63                | Beez puis Kazé                          |
| 1989      | City Hunter Ai to shukumei no magnum (シティーハンター 愛と宿命のマグナム)                                                  | City Hunter : Amour, Destin et un Magnum 357     | Film            | 1                 | Dybex                                   |
| 1989-1990 | City Hunter 3 (シティーハンター３)                                                                                          | Nicky Larson                                     | Série télévisée | 13                | Beez puis Kazé                          |
| 1990      | City Hunter Bay City Wars (シティーハンター ベイシティウォーズ)                                                             | City Hunter: Bay City Wars                       | Film            | 1                 | Dybex                                   |
| 1990      | City Hunter Hyakuman doru no imbô (シティーハンター 百万ドルの陰謀)                                                         | City Hunter : Complot pour un million de dollars | Film            | 1                 | Dybex                                   |
| 1991      | City Hunter '91 (シティーハンター'９１)                                                                                     | Nicky Larson                                     | Série télévisée | 13                | Beez puis Kazé                          |
| 1996      | City Hunter The Secret Service (シティーハンター ザ・シークレット・サービス)                                                | City Hunter : Services Secrets                   | Téléfilm        | 1                 | Dybex                                   |
| 1997      | City Hunter Goodbye My Sweetheart (シティーハンター グッド・バイ・マイ・スイート・ハート)                                   | City Hunter: Goodbye My Sweetheart               | Téléfilm        | 1                 | Dybex                                   |
| 1999      | City Hunter Kinkyû chûkei!? Kyôaku han Saeba Ryô no saigo (シティーハンタースペシャル 緊急生中継！？凶悪犯冴羽リョウの最期) | City Hunter : La Mort de City Hunter             | Téléfilm        | 1                 | Dybex                                   |
| 2019      | 劇場版シティーハンター 〈新宿プライベート・アイズ〉(Gekijō-ban Shitī Hantā: Shinjuku Puraibēto Aizu)                        | Nicky Larson Private Eyes                        | Film            | 1                 | Kazé                                    |
| 2024      | 劇場版シティーハンター 天使の涙 <エンジェルダスト> (Gekijōban Shitī Hantā <Anjaru Dasto>)                                   | Nicky Larson: Angel Dust                         | Film            | 1                 |                                         |

### Doublage
| Personnages        | Voix japonaises  | Voix françaises |
| ------------------ | ---------------- | --- |
| Nicky Larson       | Akira Kamiya     | Vincent Ropion (série et films) |
| Laura Marconi      | Kazue Ikura      | Danièle Douet (voix principale - épisodes 4-12, 42-44, 76-97, 100-140) Anne Rondeleux (voix de remplacement - épisodes 13-41, 45-75, 98-99) Brigitte Aubry (films 1 à 3) |
| Hélène Lamberti    | Yōko Asagami     | Agnès Gribe (dans la série) Susan Sindberg (dans les films) Barbara Beretta (dans le film Angel Dust) |
| Falcon / Mammouth  | Tesshō Genda     | Michel Barbey (dans la série) Gilbert Lévy (dans les films) Thierry Mercier (dans le film Private Eyes) Florian Wormser (dans le film Angel Dust) |
| Raquel Lamberti    | Yoshino Takamori | Anne Jolivet (voix principale) Agnès Gribe (voix de remplacement) Françoise Pavy (voix de remplacement) Dominique Lelong (voix de remplacement) Anne Deleuze (voix de remplacement) |
| Mirna / « Mimi »   | Mami Koyama      | Maïk Darah (voix principale) Joëlle Guigui (voix de remplacement, ép. 92 et 93) Danièle Douet (voix de remplacement, ép. 94) Annabelle Roux (voix de remplacement, ép. 100-101 et 112-113) Emmanuelle Pailly (voix de remplacement, ép. 117 et 120) Agnès Gribe (voix de remplacement - dans la série) Agnès Manoury (dans le film Private Eyes) Alexandra Garijo (dans le film Angel Dust) |
| Tony Marconi       | Hideyuki Tanaka  | Maurice Sarfati (épisodes 103 et 139) |
| Antagonistes       | —                | Maurice Sarfati |
| Personnages divers | —                | Emmanuelle Pailly |

Version française
- Adaptation des dialogues : Gérard Salva[34]

## Produits dérivés

### Musique
L'une des chansons les plus connues de la série est Get Wild chantée par le groupe japonais TM Network, premier générique de fin original.
Contrairement à une idée répandue lors de sa diffusion au Club Dorothée, le générique français (Nicky Larson ne craint personne) ainsi que sa reprise n'étaient pas chantés par Bernard Minet mais par Jean-Paul Césari, au timbre vocal relativement proche. Des décennies après avoir enregistré le générique, Césari confie : « Lorsque j’ai quitté AB [qui produisait le Club Dorothée], il m’arrivait de jouer dans des restaurants de Montmartre. Quand je voyais des trentenaires dans la salle, je reprenais Nicky Larson. Là, je voyais de grands gaillards barbus, les larmes aux yeux, me dire à quel point j’avais bercé leur enfance. »
Lors de la rediffusion de l'anime dans l'émission DKTV sur France 2, le générique français a été remplacé par un autre, intitulé Le Cauchemar des gangsters, chanté par Diese, qui sortira comme CD single chez EMI Music France en 1998.

### VHS et DVD
Le 21 décembre 2005, au Japon, un premier coffret DVD intégral, intitulé CITY HUNTER COMPLETE, sort en pré-commande en édition limitée pour commémorer le 20e anniversaire de l'histoire originale et le début de l'anime Angel Heart. En plus des 140 épisodes de la série télévisée, il comprend également 6 longs métrages et des émissions spéciales. En décembre 2007, pour commémorer le 20e anniversaire du début de l'anime, un volume unique est publié. En août 2018, Sony Music Shop annonce la réédition de la série en remastérisant son et image, avec réintégration des scènes coupées (impliquant montage sonore ou passage VOSTFr lorsque nécessaire) afin de produire une édition DVD collector en version originale/française non-censurée dans son intégralité.
En France, des sorties VHS se sont effectuées en 1995 par l'éditeur MangaLand, et en décembre 1999 par Manga Power. Plus tard, au vu du succès de la série, le groupe Beez Entertainment décide, en 2008, de sortir ses DVD, en tenant compte des saisons existantes. Pour la première saison, Beez sort dix volumes à l'unité avec cinq épisodes par disque pour les neuf premiers et six pour le dernier. Puis, deux coffrets regroupant la saison 1 (cinquante-et-un épisodes au total) soit un de vingt-six et un de vingt-cinq épisodes sortis le 4 novembre 2008. Il sort entretemps trois coffrets de vingt-et-un épisodes chacun pour la deuxième saison (soixante-trois épisodes) sortis respectivement le 11 mars 2008, le 6 mai 2008 et le 1er juillet 2008. Puis sortent un coffret de treize épisodes pour la saison 3, le 16 septembre 2008 ; et un coffret de treize épisodes pour la saison 4, le 1er octobre 2008. Après la sortie intégrale de la série en coffrets collector, un autre éditeur, Dybex, décide, en 2010, de rééditer un coffret de DVD version originale/française regroupant le film, les 3 OAV et les deux téléfilms de la série : un coffret digipack des six films, OAV et téléfilms, sorti le 30 juin 2010,.
En 2019, la société américaine Discotek Media rachète la licence de l'anime pour une réédition locale.

### Jeu vidéo
Un jeu vidéo, simplement baptisé City Hunter, est sorti en 1990 au Japon sur console PC-Engine de NEC. Il s'agit d'un jeu d'action où Ryô Saeba (Nicky Larson) doit chercher des indices afin de parvenir jusqu'au boss de fin de niveau ; il devra, en cours de route, se débarrasser de nombreux criminels. Il était possible de sélectionner l’ordre dans lequel parcourir les trois premiers niveaux. En 2019, le jeu obtient sa traduction officieuse en anglais.